# 任意団体
任意団体（にんいだんたい）とは、仲間等が集まってつくる団体で法人格がないもの。法人格のない社団であるが、日本では最高裁判所の判例で権利能力なき社団の要件が示されているため（最判昭和39・10・15判決）、預金保険制度の預金者の扱いなど法人及び権利能力なき社団・財団以外の団体を「任意団体」とする場合もある。また、英米法のVoluntary associationが任意団体と訳される。

## 日本法
任意団体には法人格がない。そこで権利能力なき社団との関係が問題となるが、最高裁の判例で権利能力なき社団は「団体としての組織を備え、多数決の原則が行われ、構成員の変更にもかかわらず団体そのものが存続し、その組織によって代表の方法、総会の運営、財産の管理その他団体としての主要な点が確定しているものでなければならない」との要件が示されている（最判昭和39・10・15判決）。そのため預金保険制度の預金者の区分のように、法人ではなく権利能力なき社団・財団の要件も満たさないそれ以外の団体を「任意団体」と定義している場合もある。

## 英米法
特定の目的をもって設立された法人格をもたないVoluntary associationが任意団体と訳される。Voluntary associationは任意社団とも訳され、英国や米国では労働組合などがこれにあたり、コモン・ローではその内部問題に裁判所は介入しないことが原則とされた。
なお、Voluntary association（自発的な組織）は、social mission（社会的使命）やnon-distribution principle（非配分原則）などとともにNPOの要件として挙げられる要素でもあり、アメリカ合衆国では各州の政府に定型化された申請書を提出してNPO法人格を取得するとともに内国歳入庁に申請して免税措置を受けるものがある。